# Tomasz Gąsior
Tomasz Gąsior (ur. 20 marca 1998) – polski futsalista, występujący na pozycji rozgrywającego. Jest młodzieżowym reprezentantem Polski i wychowankiem klubu Rekord Bielsko-Biała, z którym odnosił liczne sukcesy. W latach 2016–2020 zdobył z zespołem cztery z rzędu mistrzostwa Polski. Dodatkowo, w sezonach 2018 i 2019, dwukrotnie sięgnął po Puchar Polski. W swojej karierze młodzieżowej sześciokrotnie zdobywał młodzieżowe mistrzostwa Polski w różnych kategoriach wiekowych. 

## Kariera klubowa
Rozpoczął swoją karierę w Rekordzie Bielsko-Biała, gdzie przeszedł przez wszystkie szczeble młodzieżowe, zdobywając liczne tytuły mistrzowskie. Jako zawodnik seniorskiej drużyny, odgrywał kluczową rolę w zdobyciu czterech mistrzostw Polski, co potwierdza jego umiejętności i wkład w sukcesy zespołu.

## Kariera reprezentacyjna
Tomasz Gąsior jest również młodzieżowym reprezentantem Polski. Reprezentował kraj w różnych kategoriach wiekowych, zdobywając doświadczenie na arenie międzynarodowej i rozwijając swoje umiejętności w konfrontacjach z najlepszymi młodymi zawodnikami z innych krajów.

## Osiągnięcia
- Mistrzostwo Polski: 2016, 2017, 2018, 2019 (Rekord Bielsko-Biała)
- Puchar Polski: 2018, 2019 (Rekord Bielsko-Biała)
- Młodzieżowe Mistrzostwa Polski: 6 tytułów w różnych kategoriach wiekowych

## Źródła
1. "Mistrzostwa Polski w futsalu – historia sukcesów Rekordu Bielsko-Biała." Futsal-Polska.pl.
2. "Tomasz Gąsior - profil zawodnika." Rekord Bielsko-Biała Official Website.
3. "Historia polskiego futsalu: Tomasz Gąsior i jego wkład w sukcesy Rekordu." Polska Futsal.